# Gazeta Narodowa i Obca
Gazeta Narodowa i Obca – polskie pismo, wydawane w Warszawie w latach 1791–1792.

## Historia
W grudniu 1790 roku trzej działacze polityczni: Julian Ursyn Niemcewicz, Józef Weyssenhoff i Tadeusz Antoni Mostowski zapowiedzieli utworzenie nowej gazety o tematyce informacyjno-politycznej. Nowe czasopismo miało wychodzić z inicjatywy marszałka wielkiego litewskiego Ignacego Potockiego.
Pierwszy numer gazety ukazał się 1 stycznia 1791 roku. Wydawana była dwa razy w tygodniu. Treść gazety obejmowała głównie informacje dotyczące obrad sejmowych. Maksymalny nakład pisma wynosił 2000 egzemplarzy. Po dojściu do władzy targowiczan Gazeta została zlikwidowana.